# 波瓦-迪圣米格尔
波瓦-迪圣米格尔是葡萄牙贝雅区的一个堂区。总面积186.94平方公里，总人口1094人，人口密度5.9人/平方公里。